# Liste der Resolutionen des UN-Sicherheitsrates (1966)
Diese Liste der Resolutionen des UN-Sicherheitsrates nennt die 13 vom Sicherheitsrat der Vereinten Nationen im Jahr 1966 verabschiedeten Resolutionen.
| Nummer | Beschluss vom | Gegenstand                                                           | Mission |
| ------ | ------------- | -------------------------------------------------------------------- | ------- |
| 220    | 16. März      | Situation auf Zypern                                                 | UNFICYP |
| 221    | 9. April      | Anfrage bezüglich der Situation in Südrhodesien                      |         |
| 222    | 16. Juni      | Situation auf Zypern                                                 | UNFICYP |
| 223    | 21. Juni      | Aufnahme Guyanas als neues Mitglied in die Vereinten Nationen        |         |
| 224    | 14. Oktober   | Aufnahme Botswanas als neues Mitglied in die Vereinten Nationen      |         |
| 225    | 14. Oktober   | Aufnahme Lesothos als neues Mitglied in die Vereinten Nationen       |         |
| 226    | 14. Oktober   | Anfrage bezüglich der Situation in der Demokratischen Republik Kongo |         |
| 227    | 28. Oktober   | Empfehlung bezüglich der Ernennung des Generalsekretärs              |         |
| 228    | 25. November  | Situation in Palästina                                               |         |
| 229    | 2. Dezember   | Empfehlung bezüglich der Ernennung des Generalsekretärs              |         |
| 230    | 7. Dezember   | Aufnahme von Barbados als neues Mitglied in die Vereinten Nationen   |         |
| 231    | 15. Dezember  | Situation auf Zypern                                                 | UNFICYP |
| 232    | 16. Dezember  | Situation in Südrhodesien                                            |         |